# Hawarkina
Hawarkina era una ciutat del regne d'Hakpis, de situació desconeguda però possiblement vora la ciutat de Lawazantiya, construïda i fortificada per Hattusilis a la seva tornada de Síria, cap a l'any 1290 aC. La va construir juntament amb la ciutat de Dilmuna.